# Hans von der Goltz
Hans Graf von der Goltz (* 22. September 1926 in Stettin; † 28. Mai 2018 in Bad Homburg vor der Höhe) war ein deutscher Jurist, Manager, Unternehmer, Schriftsteller und Bildhauer.

## Leben
Hans Graf von der Goltz war der Sohn des Rechtsanwalts Rüdiger von der Goltz. Er wuchs in Berlin und am Ammersee auf. Sein Studium der Rechtswissenschaft an der Universität München schloss er mit der Großen Juristischen Staatsprüfung ab. Ab 1951 war er als Wirtschaftsmanager tätig: Zuerst als Prokurist bei einem Unternehmen der Kreditversicherungsbranche und von 1956 bis 1959 in den Vereinigten Staaten für die Internationale Finanz-Corporation. Ab 1959 war er Generalbevollmächtigter der Firma Klöckner & Co in Duisburg, die er ab 1968 leitete. 
1971 wurde er von dem Großindustriellen Herbert Quandt als „persönlicher Generalbevollmächtigter“ in die Geschäftsleitung der Quandt-Holding berufen. 1982, nach dem Tod Quandts wirkte von der Goltz auch als sein Testamentsvollstrecker und leitete gemeinsam mit Eberhard von Heusinger den Quandt-Konzern. 
Im Zusammenhang mit seiner Tätigkeit für die Familie Quandt trat Goltz 1977 bereits als stellvertretender Vorsitzender in den Vorstand der Altana AG ein, war dessen Vorsitzender ab 1980 und zog von 1985 bis 1990 in deren Aufsichtsrat als Vorsitzender und blieb bis 1996 stellvertretender Vorsitzender des Gremiums. Ebenfalls war er bis 1979 Vorstandsvorsitzender der Varta AG und bis 1993 Aufsichtsratsvorsitzender bei BMW; er gehörte u. a. auch den Aufsichtsräten der Dresdner Bank und der Gerling-Versicherungsgruppe an. Ab 1997 lebte er im Ruhestand.
Neben seiner unternehmerischen Tätigkeit widmete sich Hans von der Goltz bereits früh künstlerischen  Aktivitäten. Ab den 1980er Jahren veröffentlichte er neben persönlichen Erinnerungen eine Reihe von Romanen, in denen er zum Teil seine Erfahrungen als Manager verarbeitete.
Goltz starb am 28. Mai 2018 im Alter von 91 Jahren und wurde auf dem Waldfriedhof von Bad Homburg vor der Höhe beigesetzt.

## Werke
- Ein neues Werk, Frankfurt 1984
- Rückweg, Zollikon-Zürich 1987
- Ein Abend in Berlin, Zollikon-Zürich 1990
- Der Zwilling, Stuttgart 1991
- Der Gefangene, Stuttgart 1992
- Der Schatten, Stuttgart 1994
- Das Mädchen hinter der Hecke, Stuttgart 1995
- Unwegsames Gelände, Wien 1997
- Schwelfeuer, Wien 1998
- Die Erben, Wien 2000
- Anderland, Berlin 2004
- Der Kunsthändler, Berlin 2006
- Die Mission, Berlin 2007